# Wetenschappelijk onderzoek
Wetenschappelijk onderzoek is onderzoek dat naar hedendaagse maatstaven voldoet aan de criteria  van wetenschap. Op voorstel van de filosoof Popper wordt niet gevraagd naar juistheid, alleen naar controleerbaarheid door te verifiëren of te falsificeren. Daarbij gaat het er niet zozeer om of een bepaalde uitspraak daadwerkelijk aan een controle is onderworpen, dan wel of deze zich daar in beginsel toe leent.

## Fundamenteel en toegepast
Fundamenteel wetenschappelijk wordt vaak onderscheiden van toegepast wetenschappelijk onderzoek. 
- Fundamenteel onderzoek of zuiver wetenschappelijk onderzoek heeft niet ten doel een vooraf vastgesteld praktisch vraagstuk op te lossen, maar vaak mondt fundamenteel onderzoek op den duur ook uit in praktische toepassingen. Van alle organisaties die onderzoek verrichten, richten met name de universiteiten zich op fundamenteel onderzoek. Het resultaat van fundamenteel onderzoek vindt gewoonlijk zijn weg naar gespecialiseerde wetenschappelijke tijdschriften met een doelgroep van vakgenoten.
- Toegepaste wetenschappen zijn van meet af aan gericht op het ontwikkelen of verbeteren van toepassingen. Omdat het voor het tot stand brengen van toepassingen steeds meer nodig is om kennis uit verschillende disciplines te combineren, is toegepaste onderzoek vaak multidisciplinair. Sommige organisaties, zoals de grote technologische instituten en TNO zijn speciaal opgericht om fundamentele kennis geschikt te maken om te kunnen toepassen. Ook het onderzoek dat door bedrijven wordt verricht, is meestal gericht op toepassingen. Het leidt vaak tot rapporten aan externen of tot publicaties in vakbladen. Soms resulteert het in uitvindingen die juridisch kunnen worden geclaimd in een octrooi.

Het verschil tussen beide typen onderzoek is gradueel: toegepast onderzoek vereist vaak fundamentele inzichten, terwijl fundamenteel onderzoek doorgaans op enig moment verbonden wordt met toepassingen. In grote industriële laboratoria en de meeste – zeker de technische – universiteiten gebeuren beide typen onderzoek.
Wetenschappelijk onderzoek en kennis in het algemeen is in de moderne samenleving zo belangrijk geworden dat men van een informatiemaatschappij of kenniseconomie spreekt.

## Methoden
Binnen het wetenschappelijk onderzoek worden verschillende methoden en technieken gebruikt.
Veel onderzoek is empirisch van aard en gericht op het toetsen van hypothesen. Als algemene regel voor dergelijk onderzoek geldt dat er een hypothese wordt geformuleerd die door waarnemingen al dan niet wordt verworpen waarna zo nodig een nieuwe, aangepaste hypothese wordt geformuleerd. Daarna volgt weer een fase van empirisch onderzoek via waarnemingen. Dergelijke waarnemingen vinden vaak plaats door experimenten, maar noodzakelijk is dat niet: zo voeren astronomen nimmer experimenten uit.
Lang niet al het wetenschappelijk onderzoek is echter empirisch, experimenteel en hypothesetoetsend. Exploratief en beschrijvend onderzoek staat tegenover experimenteel en toetsend onderzoek, theoretisch onderzoek vult empirisch onderzoek aan.
Binnen het wetenschappelijk onderzoek vindt men zeer veel uiteenlopende specifieke onderzoeksopzet. Voorbeelden zijn het verrichten van casestudies, het construeren van classificaties, het mathematisch modelleren, het uitvoeren van computersimulaties, het verrichten van laboratoriumexperimenten, het analyseren van teksten via discoursanalyse, het onderzoeken van de sociale werkelijkheid door middel van enquêtes, ervaring en intuïtie, interviews, participerende observatie en sociale simulaties.

## Normen en controle
Normen voor universitair onderzoek zijn ooit door de wetenschapssocioloog Merton beschreven en aangeduid als CUDOS. In  Nederland is er een door de in VSNU-verband opgestelde Nederlandse gedragscode Wetenschapsbeoefening.
Deze normen worden in principe gehandhaafd via een systeem van onderlinge controle waarbij wetenschappers de resultaten van hun collega's beoordelen. Deze collegiale toetsing vindt plaats bij de beoordeling van wetenschappelijke artikelen. Ook op sommige universiteiten zijn  systemen van kwaliteitscontrole waarbij het onderzoek van collega-instituten beoordeeld wordt. Binnen de universiteiten kijken hoogleraren toe op het werk van hun medewerkers en assistenten. Ook wetenschappers die buiten universiteiten werkzaam zijn, worden geacht zich aan de beschreven normen te houden.

### Kwaliteit
De kwaliteitscriteria voor wetenschappelijk onderzoek zijn grotendeels methodologisch van aard. Dergelijke criteria zijn duidelijkheid (over de onderzoeksbegrippen en verbanden daartussen), nauwkeurigheid, verificatiemogelijkheid en consistentie. Het is inherent aan wetenschap dat soms doodlopende wegen in worden geslagen, maar dat wil niet zeggen dat dat slechte wetenschap is.
Wetenschappelijke onderzoekers controleren in essentie elkaar. Wie de wetenschappelijke normen niet nakomt zal in de literatuur bekritiseerd worden. In een aantal landen streeft men er officieel naar een deel van onderzoek te vrijwaren van overheidsbemoeienis, de academische vrijheid, die in de Duitse grondwet zelfs als grondrecht wordt erkend - sinds de nazi's wel uitmaakten wat politiek correcte wetenschap was. In de praktijk beïnvloeden overheden in sterke mate wetenschap, bijvoorbeeld via bewapenings-, energie- en gezondheidsprogramma's, bijvoorbeeld in wetenschapsgrootmachten als de VS en China.

### Bedreigingen
Door verschillende oorzaken wordt de degelijkheid en onafhankelijkheid van wetenschappelijk onderzoek bedreigd. 
Maatschappelijke relevantie
Universiteiten worden steeds meer geprikkeld marktgericht ("maatschappelijk relevant") te handelen en zijn voor financiering van onderzoek steeds meer aangewezen op dat soort externe bronnen. Dit zou kunnen leiden tot beïnvloeding van de onderzoeksresultaten ten gunste van het financierende bedrijf.
Belangenverstrengeling
Daarnaast zijn sommige onderzoekers, met name bijzondere hoogleraren, zowel werkzaam bij een bedrijf als bij een universiteit, waarbij het bedrijf soms het loon van de onderzoeker financiert. Dit kan leiden tot belangenverstrengeling. Sinds het begin van de jaren 2010 speelt de replicatiecrisis een belangrijke rol, aangezien veel, soms tot dan toe baanbrekende, onderzoeken niet reproduceerbaar bleken.
Plagiaat en schrijven over gemanipuleerde onderzoeken is taboe, en wordt, zo is de bedoeling, snel door collega-wetenschappers ontmaskerd.
Financiering en opbrengsten
Omstreden is de vraag of de resultaten van door de overheid gefinancierd onderzoek vrij voor iedereen beschikbaar moeten zijn. Officieel is dat meestal het geval. Onderzoekers publiceren hun bevindingen graag in gerenommeerde commerciële tijdschriften, maar de abonnementen op die tijdschriften zijn soms zo duur dat dergelijke publicaties die communicatie in de praktijk soms eerder belemmeren dan bevorderen.
Ook omstreden is de vraag of octrooi kan worden aangevraagd op uitvindingen die met belastinggeld zijn gedaan. Het bezwaar is dat de consument dan tweemaal kan betalen: zowel via de belastingen als via het (duurdere) product, maar fabrikanten willen uitvindingen vaak niet commercialiseren als zij geen exclusiviteit hebben.

## Statistieken
Internationaal vergelijkende statistieken van wetenschappelijk en technologisch onderzoek werden opgemaakt door onder meer het Australian Strategic Policy Institute (ASPI), een Australische denktank die het wetenschappelijke concurrentievermogen van landen bestudeerde op basis van het aantal keer dat een paper uit dat land geciteerd wordt door andere wetenschappers. Het rapport uit 2024 concludeerde dat voor papers gepubliceerd tussen 2019 en 2023, China in 90 procent van de gevallen de lijst aanvoerde, een ommekeer ten opzichte van de periode 2003-2007, toen de VS nog in 60 van de 64 categorieën het technologisch onderzoek leidde. Na 2020 bleven de Amerikanen enkel koploper in zeven onderzoeksdomeinen, waaronder kwantumcomputing, biotechnologie, gentechnologieën en vaccins.

## Organisaties
Veel wetenschappelijk onderzoek wordt verricht aan universiteiten. Daarnaast zijn de volgende organisaties van belang:
- Onderzoeksinstituten. Ook buiten de universiteiten bestaan organisaties die zich specifiek richten op het uitvoeren van onderzoek. Dit zijn organisaties zoals TNO en de grote technologische instituten. Ook de KNAW en NWO hebben eigen onderzoeksinstituten.
- Hybride organisaties waarbinnen onderzoeksinstituten samenwerken met private of publieke partijen zoals bedrijven of semi-overheden. Een voorbeeld in Nederland zijn de Technologische Topinstituten (TTI's).
- Bedrijven hebben veelal een afdeling voor Onderzoek en Ontwikkeling.
- Hogescholen. Sinds er in 2001 binnen Nederlandse hogescholen lectoren zijn benoemd, wordt er ook binnen hogescholen -in beperkte mate- onderzoek verricht.

Het informatiesysteem NARCIS biedt toegang tot wetenschappelijke informatie, waaronder publicaties afkomstig uit de repositoria van alle Nederlandse universiteiten, KNAW, NWO en een aantal wetenschappelijke instellingen, gegevensverzamelingen van het instituut DANS en beschrijvingen van onderzoeksprojecten, onderzoekers en onderzoeksinstituten.

### Financiering
Voor wat betreft de financiering van wetenschappelijk onderzoek is een tweedeling aan te brengen tussen fundamenteel een toegepast onderzoek in zoverre dat de relatie tussen inspanning en exploiteerbaar resultaat bij fundamenteel onderzoek bijna per definitie zo vaag, onzeker en ver verwijderd is dat private investeerders daar geen geld in willen steken, in tegenstelling tot toegepast onderzoek.
Dat maakt (de resultaten van) fundamenteel onderzoek tot een collectief goed. Dit is een economisch vakterm voor goederen waarvan het profijt praktisch niet, of slechts tegen onevenredige kosten in rekening kunnen worden gebracht aan degenen die ervan (zouden kunnen) profiteren. Daarom is zulk onderzoek vooral af afhankelijk van overheidsfinanciering, d.w.z. van belastinggeld, dat via allerlei instanties wordt verdeeld, zoals: 
- Ministeries, in Nederland met name het ministerie van OCW. Omdat onderzoek van algemeen belang is en een collectief goed, draagt het ministerie van OCW zorg voor de basisfinanciering van onderzoek. Ook andere overheden financieren onderzoek. Zo financiert in Nederland het ministerie van ELI onderzoek aan de Wageningen Universiteit en Research Centre.
- Research Councils zoals de Nederlandse Organisatie voor Wetenschappelijk Onderzoek (NWO), het Vlaamse Fonds voor Wetenschappelijk Onderzoek en de Europese onderzoeksraad (ERC). Deze organisaties verdelen hun middelen op competitieve en selectieve wijze over de beste onderzoekers die hiertoe onderzoeksvoorstellen moeten indienen.
- De Europese Unie. Dit doet zij door middel van kaderprogramma's en de Europese onderzoeksraad.
- Het bedrijfsleven. Bedrijven financieren onderzoek dat zij zelf verrichten of door universiteiten laten verrichten.
- Fondsen voor wetenschappelijk onderzoek die gevuld zijn met de opbrengst van collectes, oftewel collectebusfondsen.

Omdat de resultaten van onderzoek nuttig zijn voor de samenleving is in 2000 als onderdeel van de strategie van Lissabon op EU-niveau afgesproken om minimaal 3% van het bruto binnenlands product (bbp) van de EU aan onderzoek en ontwikkeling te besteden. Deze afspraak staat bekend als de Barcelonanorm. Op dit moment haalt Nederland dit nog niet, aangezien slechts ruim twee procent van het bbp aan onderzoek en ontwikkeling wordt uitgegeven. Deze investering ligt rond het gemiddelde van de Europese landen.

## Andere vormen van onderzoek
Wetenschappelijk onderzoek is niet de enige vorm van onderzoek. Zo verricht men in de commerciële sfeer marktonderzoek, in de politieke sfeer parlementair onderzoek, in de medische sfeer klinisch onderzoek en in de gerechtelijke sfeer recherche-onderzoek en forensisch onderzoek.
Wetenschappelijk onderzoek onderscheidt zich in een aantal opzichten van andere vormen van onderzoek. Het vindt plaats in speciale instituties, kent een speciale vorm van financiering, gebruikt een specifieke aanpak, heeft een eigen vorm van verslaglegging en hanteert bepaalde normen. De voor wetenschap geldende normen en conventies hebben deels een methodologisch (betrouwbaarheid), deels een ethisch (onbaatzuchtigheid en onafhankelijkheid) en deels een sociaal (controle door de wetenschappelijke gemeenschap) karakter.

## "Research onion"
De research onion van Saunders et al. is een schematische weergave (als de schillen van een ui) van de methodische keuzes die in de toegepaste en de fundamentele wetenschappen bij consequente toepassing tot een verantwoorde onderzoeksmethode kunnen leiden. De schillen van de ui geven de verschillende lagen van detaillering van het onderzoek weer. Binnen het raamwerk moeten de verschillende aspecten van het onderzoek onderzocht en gepland worden om tot een gedegen onderzoeksontwerp te komen.